# Hakonboeckia strauchii
Hakonboeckia strauchii is een vlokreeftensoort uit de familie van de Pallaseidae. De wetenschappelijke naam van de soort is voor het eerst geldig gepubliceerd in 1874 door Dybowsky.